# أولاد سعيد يخلف (بني عمارت)
أولاد سعيد يخلف هي إحدى مشيخات المملكة المغربية، تتبع جغرافيا لإقليم الحسيمة وإداريًا لبني عمارت. يقدر عدد سكانها بـ 427 نسمة حسب الإحصاء الرسمي للسكان والسكنى لسنة 2004.